# Aliança franco-otomana

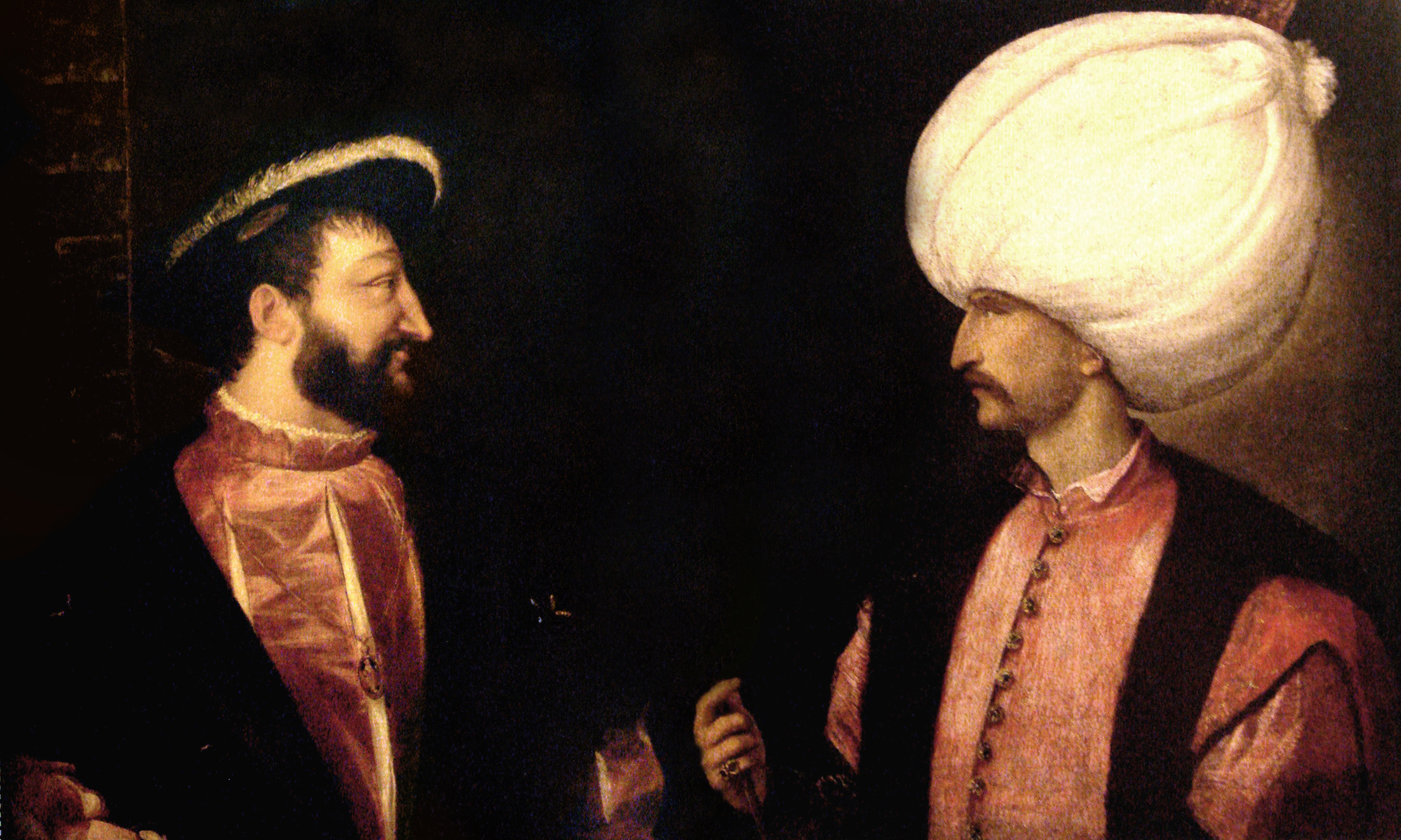
(esquerda) e Suleimão, o Magnífico (direita) iniciaram a aliança franco-otomana. Ambos foram pintados separadamente por Ticiano por volta de 1530

A aliança franco-otomana ou aliança franco-turca foi uma aliança militar e diplomática estabelecida em 1536 pelo rei da França Francisco I e o sultão do Império Otomano, Suleimão, o Magnífico. A aliança foi chamada de "a primeira aliança diplomática não ideológica de seu tipo feita entre um império não cristão e um cristão." Causou, no entanto, uma grande comoção no mundo cristão da época, e foi chamada de "a aliança ímpia" e "a união sacrílega da flor-de-lis e do crescente"; ainda assim, perdurou por muito tempo pois servia aos interesses objetivos de ambos os lados. A aliança estratégica e tática foi uma das mais importantes alianças estrangeiras da França, e esteve em vigor por mais de dois séculos e meio, até a campanha napoleônica no Egito, um território otomano, em 1798 - 1801. A aliança franco-otomana também foi um importante capítulo das relações franco-asiáticas.